# ランディ・トム
ランディ・トム（Randy Thom）は、アメリカ合衆国の音響デザイナーである。スカイウォーカー・サウンドの音響デザイン監督を務めている。

## キャリア
ウォルター・マーチ、ベン・バート、マーク・バーガーらに自らを売り込んでキャリアが始まる。『地獄の黙示録』（1979年）で初めてクレジットされた。
アカデミー賞には『ライトスタッフ』で録音賞、『Mr.インクレディブル』で音響編集賞を受賞した。
カンヌ国際映画祭特別招待作品の押井守監督オールポーランドロケ『アヴァロン』の音響デザインを担当。
2010年2月、映画オーディオ協会賞の生涯功労賞が授与された。

## 受賞とノミネート
| 賞           | 年   | 部門           | 作品名                          | 結果       |
| ------------ | ---- | -------------- | ------------------------------- | ---------- |
| アカデミー賞 | 1983 | 録音賞         | ライトスタッフ                  | 受賞       |
| アカデミー賞 | 1983 | 録音賞         | ネバー・クライ・ウルフ          | ノミネート |
| アカデミー賞 | 1983 | 録音賞         | スター・ウォーズ/ジェダイの復讐 | ノミネート |
| アカデミー賞 | 1991 | 録音賞         | バックドラフト                  | ノミネート |
| アカデミー賞 | 1994 | 録音賞         | フォレスト・ガンプ/一期一会     | ノミネート |
| アカデミー賞 | 1994 | 音響効果編集賞 | フォレスト・ガンプ/一期一会     | ノミネート |
| アカデミー賞 | 1997 | 録音賞         | コンタクト                      | ノミネート |
| アカデミー賞 | 2000 | 録音賞         | キャスト・アウェイ              | ノミネート |
| アカデミー賞 | 2004 | 録音賞         | Mr.インクレディブル             | ノミネート |
| アカデミー賞 | 2004 | 録音賞         | ポーラー・エクスプレス          | ノミネート |
| アカデミー賞 | 2004 | 音響編集賞     | Mr.インクレディブル             | 受賞       |
| アカデミー賞 | 2004 | 音響編集賞     | ポーラー・エクスプレス          | ノミネート |
| アカデミー賞 | 2007 | 録音賞         | レミーのおいしいレストラン      | ノミネート |
| アカデミー賞 | 2007 | 音響編集賞     | レミーのおいしいレストラン      | ノミネート |
| アカデミー賞 | 2015 | 録音賞         | レヴェナント: 蘇えりし者        | ノミネート |